# Разряжание орудий
Разряжание орудий — извлечение снарядов из каморы ствола артиллерийского орудия. Экстракция в артиллерийских орудиях осуществляется специальными приспособлениями затворов: экстракторами.
Разряжание орудий производится: 1) с целью сбережения снарядов, оставшихся не выпущенными из орудия, и 2) в случае заклинивания снаряда в канале при заряжании.
Для разряжания картузных орудий открывают затвор, вынимают рукой заряд и вводят в канал орудия с дула разрядник; уперев стакан разрядника в головную часть снаряда, плавно нажимают и выдвигают последний из орудия. Перед разряжанием картузных орудий больших калибров вставляют с казны зарядную трубу и нацепляют на казённый срез кокор, куда и помещается выдвинутый снаряд; во время этих манипуляций строго соблюдаются меры предосторожности. В полевой артиллерии положено разряжать орудие выстрелом; только в случае заклинивания снаряда при заряжании, когда затвор не может быть закрыт, разрешено прибегать к помощи разрядника.